# Довідково-бібліографічний апарат
Довідково-бібліографічний апарат (ДБА) — документальна інформаційно-пошукова система вторинних документів, призначена для пошуку бібліографічної, фактографічної та повнотекстової інформації.

## Сутність терміна

### Синонімічні варіанти
Термін «довідково-бібліографічний апарат» є базовим (загальноприйнятим), проте у нього є синонімічні відповідники:
- довідково-пошуковий,
- науково-пошуковий,
- науково-довідковий,
- довідково-інформаційний,
- інформаційно-бібліографічний,
- довідковий, пошуковий апарат тощо.

Така варіативність назв ДБА зумовлена, по-перше, широким застосуванням у різноманітних галузях документно-комунікаційного циклу, різних за своїми функціями бібліотечних, архівних, інформаційних установах, по-друге, несвоєчасним відображенням у термінологічних словниках та закріпленням у державних стандартах.
Два варіанти отримали найбільше розповсюдження: в бібліотеках — довідково-бібліографічний апарат (ДБА), а в органах науково-технічної інформації (НТІ) — довідково-пошуковий апарат (ДПА). В архівній справі використовують термін «довідковий апарат».

### У законодавстві
Ця різноваріантність є і в нормативно-правовій базі. У Законі України «Про бібліотеки і бібліотечну справу» від 27 січня 1995 р. № 32/95-ВР використовується термін «довідково-пошуковий апарат» (раніше — «довідковий апарат»), без визначення. Закон України «Про науково-технічну інформацію» від 25 червня 1993 р. № 3322–ХІІ тлумачить ДПА як «сукупність упорядкованих вторинних документів, створюваних для пошуку першоджерел». Закон України «Про Національний архівний фонд та архівні установи» від 24 грудня 1993 р. № 3814-XII (в редакції Закону № 2888-III від 13 грудня 2001 р.) містить визначення терміна «довідковий апарат» — «довідники у будь-якій формі (путівники, описи, каталоги, покажчики, бази даних, номенклатури справ тощо), призначені для пошуку архівних документів або відомостей, що містяться в них».

## Історія
Уявлення про структуру ДБА в різних типах бібліотек склалося емпірично ще у 30-ті роки ХХ сторіччя і поступово поглиблювалося з осмисленням бібліотечної практики. Термін уперше було уніфіковано у союзному ГОСТ 7.26–80 «Библиотечное дело» — «сукупність довідкових і бібліографічних видань, бібліотечних каталогів і картотек, призначених для пропаганди творів друку та інших документів і цілеспрямованого керівництва читанням».
Чинний ДСТУ 7448:2013 «Бібліотечно-інформаційна діяльність», який вже своєю назвою відображає нероздільність процесу аналітико-синтетичного опрацювання документів та отриманих у його результаті інформаційних продуктів у бібліотеках та інших інформаційних установах, фіксує та визначає два синонімічних терміни: у підрозділі «Бібліографічна продукція» ДБА трактується як «сукупність довідкових і бібліографічних видань, каталогів і картотек, призначена для розкриття складу та змісту бібліотечних фондів документів», а ДПА у підрозділі «Бібліотечні фонди» розділу «Бібліотечні інформаційні ресурси» — як «інформаційно-пошукова система, сформована для пошуку і видавання фактографічної і / або бібліографічної інформації та документів». Фактично лише поєднання цих двох визначень уможливлює достатньо вичерпне розкриття поняття.
Кардинальні технологічні зміни, які відбуваються у бібліотечно-інформаційній сфері у зв'язку з використанням новітніх інформаційних технологій, призводять до превалювання електронних ресурсів серед складових ДБА бібліотек.

## Складові
У бібліотечній практиці в ДБА організаційно виділяють три основні складові:
- система каталогів (карткових, друкованих, сканованих, електронних), картотек і баз даних;
- фонд довідково-бібліографічних видань (друкованих та електронних);
- фонд неопублікованих бібліографічних посібників (архів виконаних довідок).

Такий поділ має умовний характер, бо бібліотечні каталоги та бібліографічні картотеки також є неопублікованими бібліографічними посібниками.